# Болдридж, Малкольм
Говард Малкольм (Мак) Болдридж-младший (англ. Howard Malcolm "Mac" Baldridge; 4 октября 1922, Омаха, Небраска, США — 25 июля 1987, Уолнат-Крик, Калифорния, США) — американский бизнесмен и государственный деятель, министр торговли США (1981—1987).

## Биография
Родился в семье конгрессмена Говарда Болдриджа, в 1942 году получил диплом бакалавра искусств Йельского университета.
После прохождения армейской службы работал в качестве мастера на прокатном стане, а затем — на литейном производстве в Easter Malleable Iron Company. В 1960 году возглавил эту компанию.
В 1962—1972 годах — вице-президент, с 1972 года — президент Scovill Corporation.
Являлся активистом Республиканской партии, в 1968 году возглавлял штаб президентской избирательной кампании Ричарда Никсона в Коннектикуте, в 1980 году выполнял ту же задачу для Джорджа Буша-старшего. После отказа Буша участвовать в президентской кампании в обмен на пост вице-президента в случае победы Рональда Рейгана выступал фондрайзером избирательной кампании последнего.
С 1981 года — министр торговли США.
Погиб 25 июля 1987 году во время родео в Калифорнии.
В октябре 1988 года посмертно был награждён Президентской медалью Свободы, а затем — Золотой медалью Конгресса.